# Megachile santiaguensis
Megachile santiaguensis là một loài Hymenoptera trong họ Megachilidae. Loài này được Durante mô tả khoa học năm 1996.